# Гарчаран Сінґг (хокеїст на траві)
Гарчаран Сінґг (15 січня 1950) — індійський хокеїст на траві.
Бронзовий призер Олімпійських Ігор 1972 року, учасник 1976 року.
Срібний призер Азійських ігор 1970, 1974 років.
Чемпіон світу 1975 року, срібний призер 1973 року, бронзовий призер 1971 року.